# Kirchenkampf
Kirchenkampf ("luta da igreja") é um termo alemão referente às disputas pelo controle das igrejas cristãs na Alemanha durante o período nazista (1933-1945). O termo pode referir-se a um ou mais dos seguintes conflitos: a disputa interna entre os alemães cristãos e a Igreja Confessante pelo controle das igrejas protestantes e o conflito entre o regime nazista e a Igreja Católica Romana.
Quando os nazistas tomaram o poder, cerca de dois terços dos alemães eram protestantes e um terço católico. Muitos historiadores afirmam que a meta de Hitler no Kirchenkampf implicava não só numa luta ideológica, mas em última análise, a erradicação das igrejas. Outros historiadores mantêm que tal plano não existia. O Exército da Salvação, santos cristãos e a Igreja Adventista do Sétimo Dia desapareceram da Alemanha durante a era nazista.
A ideologia nazista era hostil ao cristianismo tradicional em vários aspectos e o Partido Nazista viu a "luta da igreja" como um importante campo de batalha ideológica. O biógrafo de Hitler, Ian Kershaw, escreveu sobre a luta em termos de um conflito permanente e crescente entre o Estado nazista e as igrejas cristãs. O historiador Susannah Heschel escreveu que o Kirchenkampf se refere apenas a uma disputa interna entre os membros da Igreja Confessante e membros da dos alemães cristãos (apoiados pelos nazistas apoiado) pelo controle da igreja protestante. Pierre Aycoberry escreveu que os cristãos alemães sobre o controle da igreja protestante que para católicos, enquanto a frase kirchenkampf era uma reminiscência do kulturkampf de tempo de Otto von Bismarck — uma campanha que tinha procurado destruir a influência do catolicismo na maioria protestante na Alemanha.

## Histórico
Durante sua ascensão, Hitler havia se demonstrado amistoso quanto às Igrejas Cristãs. Em Mein Kampf Hitler atacava as igrejas por não seguirem doutrinas racistas, mas defendia a colaboração do nazismo com elas afirmando que "um partido político nunca deve (…) perder de vista (…) que um partido puramente político jamais obteve resultado na consecução de uma reforma religiosa", não obstante, o ponto 24 do programa do partido nazista advertia "liberdade para todas as religiões, contanto que não constituíssem perigo (…) para (…) a raça alemã, o partido está a favor do cristianismo positivo".
Por outro lado, muitos entendem que o regime nazista pretendia gradualmente substituir o cristianismo pelo paganismo germânico. Foi através do nazismo que se deu a mais importante manifestação do paganismo, logo após a vitória eleitoral e a subida ao poder de Adolf Hitler, no dia 30 de Julho de 1933 mais de cem mil nazistas tinham-se reunido em Eisenach para declarar querer tornar "a origem germânica a realidade divina", restaurando Odin, Baldur, Freya, e outros deuses nos altares da Alemanha — Wotan deveria estar no lugar de Deus, Sigurd no lugar de Cristo.

### Conflito com as Igrejas Protestantes

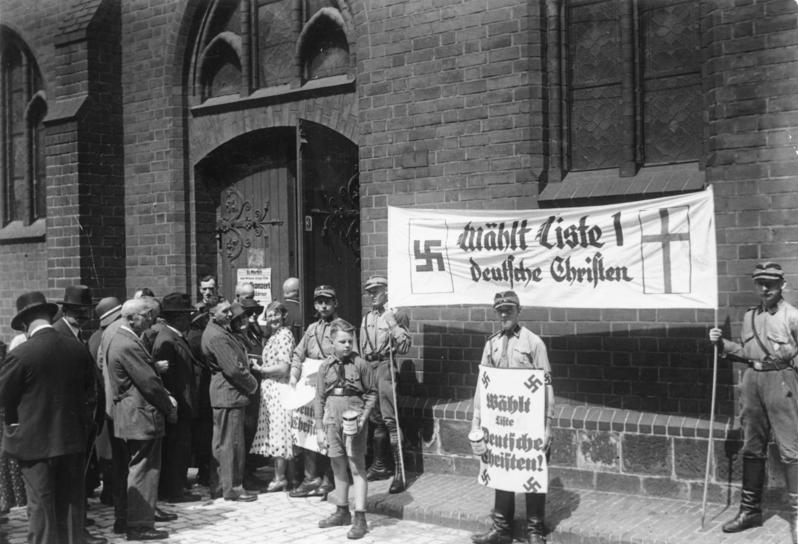
Propaganda dos "cristãos alemães" em 23 de julho de 1933 na criação da "Igreja do Reich".

Os protestantes na Alemanha estavam divididos entre 150.000 pertencentes a igrejas livres, como os batistas e os metodistas e 48 milhões pertencentes a 28 igrejas luteranas e reformadas.
Em 1932, os nazistas fundaram o Deutsche Glaubensbewegung, DGB (Movimento Cristão Alemão), como uma associação de nacional-socialistas batizados protestantes. Cultivavam um "cristianismo nativo", que deveria ser renovado por elementos de uma religiosidade "neopagã" da "raça popular". Eles queriam instalar o Princípio do Fuhrer dentro da igreja e se esforçaram pela unificação das igrejas regionais. Eles eram liderados pelo Pastor Joachim Hossenfelder. Foram apoiados por teólogos como Emanuel Hirsch, que havia concebido as bases a teológicas do movimento desde a década de 1920 com seu livro “Deutschlands Schicksal”. Outros precursores do movimento seriam Paul de Lagarde e Arthur Dinter que viam Jesus como "profeta" antijudaico e defendiam uma religião nacional-alemã. Outros líderes do movimento eram: Jakob Wilhelm Hauer (1881-1962) e Ludwig Müller.
Em abril de 1933, começou um movimento pela adoção do "parágrafo ariano" nas Igrejas Protestantes da Alemanha, que resultaria na demissão de diversos pastores com ascendência judaica. Dietrich Bonhoeffer foi um dos primeiros a se opor à medida por meio do ensaio: "A Igreja e a Questão Judaica" (concluído em 15 de abril, publicado em junho). Nele, afirmava claramente que, com a exclusão dos judeus, a "existência" da Igreja como comunidade religiosa estaria em jogo e que a Igreja teria que proteger não apenas os batizados, mas todos os judeus contra os ataques do Estado:
| “ | A Igreja está incondicionalmente comprometida com as vítimas de todas as ordens sociais, mesmo que não pertençam à comunidade cristã. | ” |

Em maio, onze pastores da região de Vestfália, incluindo Hans Ehrenberg e Ludwig Steil, rejeitaram a exclusão dos judeus. Também em maio, foi fundado o "Jungreformatorische Bewegung" (Movimento da Jovem Reforma) que declarou em seus "Princípios para a Nova Estrutura da Igreja" (ponto 7), que:
| “ | Nós professamos crer no Espírito Santo e, portanto, rejeitamos fundamentalmente a exclusão de não-arianos da Igreja; porque trata-se de medida baseada na confusão entre Estado e Igreja. O Estado tem que julgar, a Igreja tem que salvar. | ” |

Em 14 de julho de 1933, foi criada a Igreja Nacional do Reich, forçando a fusão das 28 igrejas protestantes luteranas e reformadas, que teria, a partir da eleição no dia 27 de setembro de 1933, Ludwig Müller como principal líder. Em 1935, Hitler indicou Hans Kerrl para o cargo de Ministro de Negócios da Igreja, para nazificar os protestantes, por meio de um "Comitê Eclesiástico".
Em setembro de 1933, o corpo docente teológico protestante da Universidade de Marburgo chegou à conclusão de que o "parágrafo ariano" seria uma falsa doutrina que destrói a substância da Igreja, uma heresia a ser rejeitada. Portanto, sugeriu rejeitar esta lei como uma injustiça e resistir ao estado neste ponto.
Em 21 de setembro de 1933, foi formada uma “Liga de Emergência de Pastores”, em Vitemberga, liderada por Martin Niemöller e que contava com a presença de pastores como: Jakob Emil Karl Koch e Otto Dibelius. Esse grupo resistiu à adoção do "parágrafo ariano".
Entre 29 a 31 de maio, aconteceu o 1º Sínodo Confessional em Barmen, no qual foi fundada Igreja Confessante, que se opunha ao
Movimento Cristão Alemão. Sua declaração de fundação, escrita por Karl Barth, ficou conhecida como a Declaração Teológica de Barmen, que afirmava que a Igreja Protestante Alemã não era um órgão do Estado, com o propósito de reforçar o Nazismo, mas um grupo sujeito apenas a Jesus Cristo e seu Evangelho.
No segundo semestre de 1935, Ludwig Müller foi substituído por Wilhelm Zoellner no comando da Igreja Evangélica Alemã.
Em 1937, quase 800 pastores e leigos da Igreja Confessante foram processados ou presos por traição, dentre eles:
- Martin Niemöller, que ficou no Campo de concentração de Sachsenhausen até o final da Segunda Guerra Mundial; e
- Paul Schneider, que foi morto no Campo de Contração de Buchenwald em 18 de julho de 1939.

Em 10 de dezembro de 1937, o regime nazista nomeou Friedrich Werner como novo líder da Igreja Alemã.

### Conflito com a Igreja Católica
A Igreja Católica esteve em conflito com o Estado Alemão desde a era Bismarck (ver: Kulturkampf). Os bispos católicos sempre se opuseram à ideologia nazista. Desse modo, a votação nazista entre os católicos era substancialmente menor do que entre os protestantes.
Por outro lado, muitos católicos se identificavam com alguns aspectos do nazismo, principalmente o anticomunismo e o antissemitismo, dentre eles os teólogos Karl Eschweiler e Hans Barion.
Em 20 de julho de 1933, a Cúria Romana assinou uma Concordata com o Estado Alemão (ver: Reichskonkordat), que havia sido negociada sem sucesso desde 1919.
Em 30 de julho a Liga da Juventude Católica — pertencente ao Partido do Centro — começaria a ser dissolvida.
No dia 24 de junho de 1934, Erich Klausener, chefe da Ação Católica de Berlim, fez um discurso no qual criticou a exclusão de oponentes ideológicos e a política racial do governo e, no dia 30 de junho, foi assassinado na "Noite das Facas Longas".
Em 14 de março de 1937, o Papa Pio XI publicou a Encíclica Mit brennender Sorge ("Com ardente preocupação") que condenou a ideologia racista do nazismo. A enciclíca foi enviada à Alemanha e impressa em segredo para não ser apreendida pela Gestapo, distribuída a todos os bispos, padres e capelães e lida, simultaneamente, em todas as Igrejas da Alemanha no dia 21 de março de 1937. A reação de Hitler através da Gestapo foi violenta e recrudesceu fortemente a perseguição de católicos. A partir de então milhares de padres e leigos católicos seriam presos, diversas publicações católicas foram suprimidas e a confissão violada pelos agentes da Gestapo.
Alguns padres apoiaram ações da resistência antinazista, dentre eles: os jesuítas Alfred Delp e Rupert Mayer, o franciscano Maximiliano Kolbe e Bernhard Lichtenberg.
A Igreja Católica também mantinha rotas de fuga usadas por opositores do nazismo, como judeus e ciganos. Estima-se que o Vaticano tenha salvado de 700.000 a 850.000 judeus da morte no regime nazista." O sucessor de Pio XI, o Papa Pio XII, era também considerado hostil ao nazismo. Já no dia 3 de março de 1933, o Berliner Morgenpost declarou que "Pacelli [nome do Papa Pio XII] não é aceite favoravelmente na Alemanha, já que ele sempre foi hostil ao nacional-socialismo". Como por exemplo, em 1938, quando o Cardeal Theodor Innitzer recebeu Hitler em Viena, o Papa Pio XI e o Cardeal Pacelli ficaram em suas próprias palavras "indignados" com este ato e Pacelli divulgou inclusivamente um aviso no L’Osservatore Romano declarando que a recepção a Hitler não tinha endosso da Santa Sé.